# Alfonz Bednár
Alfonz Bednár (ur. 13 października 1914 w Rožňovej Neporadzy, zm. 9 listopada 1989 w Bratysławie) – słowacki prozaik, tłumacz i scenarzysta.
W swojej wczesnej twórczości (m.in. w powieści Sklený vrch z 1954 o słowackim powstaniu z 1944 i w zbiorze nowel Godziny i minuty z 1956 (wyd. pol. 1967)) z powodzeniem podjął próbę odpatetyzowania tematyki II wojny światowej. W późniejszych utworach (dylogii Hromový zub z 1964 i Deravý dukat z 1969) stworzył realistyczny epicki fresk z życia słowackiego chłopstwa na początku XX wieku. Poza tym pisał demaskatorskie powieści utrzymywane w stylu poetyki groteskowej (m.in. Balkon był za wysoko 1968, wyd. pol. 1983) poruszające zagadnienia moralne i problemy dehumanizacji człowieka we współczesnej cywilizacji.